# Hrîhorivka, Novoukraiinka
Hrîhorivka (în ucraineană Григорівка) este localitatea de reședință a comunei Hrîhorivka din raionul Novoukraiinka, regiunea Kirovohrad, Ucraina.

## Demografie
Componența lingvistică a localității Hrîhorivka
     Ucraineană (97,06%)
     Rusă (2,02%)
     Alte limbi (0,55%)
Conform recensământului din 2001, majoritatea populației localității Hrîhorivka era vorbitoare de ucraineană (97,06%), existând în minoritate și vorbitori de rusă (2,02%).